# Torneo open di Bratto
Il Festival Internazionale Conca della Presolana, meglio noto come open Scacco Bratto, è un festival di scacchi che si gioca dal 1978 nella 4ª settimana di agosto a Bratto, località turistica della Val Seriana nel comune di Castione della Presolana, in provincia di Bergamo.
Il festival di Bratto si è affermato da diversi anni come uno tra i più importanti tornei estivi del calendario scacchistico italiano. Al torneo principale partecipano Grandi Maestri e Maestri Internazionali provenienti da tutto il mondo. Il festival comprende anche, oltre al torneo magistrale, i tornei secondari A, B, C e under 16. Il festival si gioca presso l'Hotel Milano, in via Silvio Pellico 6, Località Bratto presso il Comune di Castione della Presolana, l'edizione del 2008 si è svolta nel Centro Sportivo Comunale in via Rucola, alle porte del paese di Bratto.

## Albo d'oro del torneo
La seguente tabella riporta i vincitori del torneo magistrale, alcune edizioni sono terminate con più giocatori primi ex aequo.
| nr. | Anno | Vincitore                               | Paese                       |
| --- | ---- | --------------------------------------- | --------------------------- |
| 1   | 1978 | Béla Tóth                               | Italia                      |
| 2   | 1979 | Béla Tóth                               | Italia                      |
| 3   | 1981 | Martin Stehli                           | Svizzera                    |
| 4   | 1982 | Mario Sibilio                           | Italia                      |
| 5   | 1983 | Béla Tóth                               | Italia                      |
| 6   | 1984 | Guillermo Sholz-Solis Bruno Belotti     | Cile Italia                 |
| 7   | 1986 | Robert Zelcić                           | Jugoslavia                  |
| 8   | 1987 | Francesco Montani                       | Italia                      |
| 9   | 1988 | Mario Bilić                             | Jugoslavia                  |
| 10  | 1989 | Dušan Indjić                            | Jugoslavia                  |
| 11  | 1990 | Vitomir Arapović Bruno Belotti          | Jugoslavia Italia           |
| 12  | 1991 | Daniel Berg                             | Germania                    |
| 13  | 1993 | Göiko Laketić                           | Jugoslavia                  |
| 14  | 1994 | Daniel Contin Bruno Belotti Alex Everet | Italia                      |
| 15  | 1995 | Bruno Belotti Sabhaz Nurkić             | Italia Bosnia ed Erzegovina |
| 16  | 1996 | Sabhaz Nurkić                           | Bosnia ed Erzegovina        |
| 17  | 1997 | Robert Zelcić                           | Croazia                     |
| 18  | 1998 | Dmitri Gurević Levon Gofshtein          | Stati Uniti Israele         |
| 19  | 1999 | Vladimir Epishin                        | Russia                      |
| 20  | 2000 | Vladimir Epishin                        | Russia                      |
| 21  | 2001 | Vladimir Epishin                        | Russia                      |
| 22  | 2002 | Vladimir Epishin                        | Russia                      |
| 23  | 2003 | Gyula Sax                               | Ungheria                    |
| 24  | 2004 | Igor Miladinović                        | Grecia                      |
| 25  | 2005 | Vladimir Epišin                         | Russia                      |
| 26  | 2006 | Erald Dervishi                          | Albania                     |
| 27  | 2007 | Vladimir Burmakin                       | Russia                      |
| 28  | 2008 | Sergej Tivjakov                         | Russia                      |
| 29  | 2009 | Erald Dervishi                          | Albania                     |
| 30  | 2010 | Vladimir Burmakin                       | Russia                      |
| 31  | 2011 | Serhij Fedorčuk                         | Ucraina                     |
| 32  | 2012 | Swayang Satyapragyan                    | India                       |
| 33  | 2013 | Andrij Sumec'                           | Ucraina                     |
| 34  | 2014 | Zbigniew Pakleza                        | Polonia                     |
| 35  | 2015 | Vladimir Svešnikov                      | Lettonia                    |
| 36  | 2016 | Nenad Šulava                            | Croazia                     |
| 37  | 2017 | Nikita Petrov                           | Russia                      |
| 38  | 2018 | Vladimir Svešnikov                      | Lettonia                    |
| 39  | 2019 | Andrij Vovk                             | Ucraina                     |
- Plurivincitori:
  - 5 vittorie: Vladimir Epišin
  - 4 vittorie: Bruno Belotti
  - 3 vittorie: Béla Tóth
  - 2 vittorie: Sabhaz Nurkić, Erald Dervishi, Vladimir Burmakin, Vladimir Svešnikov